# Myosotis stenophylla
Myosotis stenophylla är en strävbladig växtart som beskrevs av Knaf apud Opiz. Myosotis stenophylla ingår i släktet förgätmigejer, och familjen strävbladiga växter. Inga underarter finns listade i Catalogue of Life.